# Bilan saison par saison du Wisła Cracovie
Vous venez d’apposer le modèle de débat d'admissibilité.
Avant toute chose, veuillez créer la page de débat correspondante en cliquant ici.
- Une fois la page de vote initialisée, rafraîchissez cette page, et le bandeau prendra son aspect définitif.
- Si votre débat d'admissibilité est groupé (le motif et l’argumentation doivent être les mêmes), modifiez cette page pour ajouter au modèle le paramètre « cat » suivi du nom de la page de discussion de l’article pour lequel la page de débat existe déjà (ex. : cat=Discussion:Nom_de_l'autre_article). Ensuite, suivez les nouvelles instructions qui apparaissent.
- Vous pouvez également utiliser le paramètre « type » pour faciliter l’accès aux critères d’admissibilité. Exemple : {{suppression|type=mot-clé}}. Liste des mots-clés existants : fiction, musique, art visuel, fanzine, jeu de société, porno, sportif, association, enseignement, société, site web, route, nombre, (Liste complète ici).

| 1. | Créez la page de débat d'admissibilité.                                                                      | Sauvegardez d’abord la page pour l’initialiser puis indiquez votre motivation.                                   |
| 2. | Important : ajoutez une entrée dans la section Débat d'admissibilité du jour.                                | Utilisez ce texte : *{{L\|Bilan saison par saison du Wisła Cracovie}}                                            |
| 3. | Pensez à informer les contributeurs principaux de la page et les projets associés lorsque cela est possible. | Utilisez ce texte : {{subst:Avertissement débat d'admissibilité\|Bilan saison par saison du Wisła Cracovie}}~~~~ |

Cette page présente le bilan saison par saison du club de football du Wisła Cracovie.
| Saison  | Div.                                         | Clas.                                        | Cpe Pologne                                  | Cpe Ligue                                    | Cpe Europe                                   |
| 1923    | Ekstraklasa                                  | 2e                                           | -                                            | -                                            | -                                            |
| 1924    | Ekstraklasa                                  | -                                            | -                                            | -                                            | -                                            |
| 1925    | Ekstraklasa                                  | 3e                                           | -                                            | -                                            | -                                            |
| 1926    | Ekstraklasa                                  | -                                            | Vainqueur                                    | -                                            | -                                            |
| 1927    | Ekstraklasa                                  | 1er                                          | -                                            | -                                            | -                                            |
| 1928    | Ekstraklasa                                  | 1er                                          | -                                            | -                                            | -                                            |
| 1929    | Ekstraklasa                                  | 3e                                           | -                                            | -                                            | -                                            |
| 1930    | Ekstraklasa                                  | 2e                                           | -                                            | -                                            | -                                            |
| 1931    | Ekstraklasa                                  | 2e                                           | -                                            | -                                            | -                                            |
| 1932    | Ekstraklasa                                  | 6e                                           | -                                            | -                                            | -                                            |
| 1933    | Ekstraklasa                                  | 3e                                           | -                                            | -                                            | -                                            |
| 1934    | Ekstraklasa                                  | 3e                                           | -                                            | -                                            | -                                            |
| 1935    | Ekstraklasa                                  | 4e                                           | -                                            | -                                            | -                                            |
| 1936    | Ekstraklasa                                  | 2e                                           | -                                            | -                                            | -                                            |
| 1937    | Ekstraklasa                                  | 5e                                           | -                                            | -                                            | -                                            |
| 1938    | Ekstraklasa                                  | 3e                                           | -                                            | -                                            | -                                            |
| 1939    |                                              |                                              |                                              |                                              |                                              |
| à       | Pas de championnat : Seconde Guerre mondiale | Pas de championnat : Seconde Guerre mondiale | Pas de championnat : Seconde Guerre mondiale | Pas de championnat : Seconde Guerre mondiale | Pas de championnat : Seconde Guerre mondiale |
| 1945    |                                              |                                              |                                              |                                              |                                              |
| 1946    | Ekstraklasa                                  | 1/4                                          | -                                            | -                                            | -                                            |
| 1947    | Ekstraklasa                                  | 2e                                           | -                                            | -                                            | -                                            |
| 1948    | Ekstraklasa                                  | 2e                                           | -                                            | -                                            | -                                            |
| 1949    | Ekstraklasa                                  | 1er                                          | 1/8 finale                                   | -                                            | -                                            |
| 1950    | Ekstraklasa                                  | 1er                                          | -                                            | -                                            | -                                            |
| 1951    | Ekstraklasa                                  | 1er                                          | Finaliste                                    | -                                            | -                                            |
| 1952    | Ekstraklasa                                  | 3e                                           | 1/2 finale                                   | 3e                                           | -                                            |
| 1953    | Ekstraklasa                                  | 3e                                           | -                                            | -                                            | -                                            |
| 1954    | Ekstraklasa                                  | 8e                                           | Finaliste                                    | -                                            | -                                            |
| 1955    | Ekstraklasa                                  | 7e                                           | 1/8 finale                                   | -                                            | -                                            |
| 1956    | Ekstraklasa                                  | 5e                                           | 1/2 finale                                   | -                                            | -                                            |
| 1957    | Ekstraklasa                                  | 9e                                           | 1/4 finale                                   | -                                            | -                                            |
| 1958    | Ekstraklasa                                  | 7e                                           | -                                            | -                                            | -                                            |
| 1959    | Ekstraklasa                                  | 7e                                           | -                                            | -                                            | -                                            |
| 1960    | Ekstraklasa                                  | 8e                                           | -                                            | -                                            | -                                            |
| 1961    | Ekstraklasa                                  | 4e                                           | -                                            | -                                            | -                                            |
| 1962    | Ekstraklasa                                  | 6e                                           | -                                            | -                                            | -                                            |
| 1962-63 | Ekstraklasa                                  | 8e                                           | 1/16 finale                                  | -                                            | -                                            |
| 1963-64 | Ekstraklasa                                  | 13e                                          | 1/4 finale                                   | -                                            | -                                            |
| 1964-65 | I Liga                                       | 1er                                          | 1/4 finale                                   | -                                            | -                                            |
| 1965-66 | Ekstraklasa                                  | 2e                                           | 1/16 finale                                  | -                                            | -                                            |
| 1966-67 | Ekstraklasa                                  | 10e                                          | Vainqueur                                    | -                                            | Rappan, Groupes                              |
| 1967-68 | Ekstraklasa                                  | 12e                                          | 1/8 finale                                   | -                                            | C2, 2e tour                                  |
| 1968-69 | Ekstraklasa                                  | 7e                                           | 1/8 finale                                   | -                                            | -                                            |
| 1969-70 | Ekstraklasa                                  | 8e                                           | 1/16 finale                                  | -                                            | -                                            |
| 1970-71 | Ekstraklasa                                  | 8e                                           | 1/8 finale                                   | -                                            | -                                            |
| 1971-72 | Ekstraklasa                                  | 9e                                           | 1/8 finale                                   | -                                            | -                                            |
| 1972-73 | Ekstraklasa                                  | 5e                                           | 1/16 finale                                  | -                                            | Intertoto, Groupes                           |
| 1973-74 | Ekstraklasa                                  | 5e                                           | 1/8 finale                                   | -                                            | -                                            |
| 1974-75 | Ekstraklasa                                  | 4e                                           | 1/8 finale                                   | -                                            | Intertoto, Groupes                           |
| 1975-76 | Ekstraklasa                                  | 3e                                           | 1/16 finale                                  | -                                            | -                                            |
| 1976-77 | Ekstraklasa                                  | 10e                                          | 1/4 finale                                   | -                                            | C3, 2e tour                                  |
| 1977-78 | Ekstraklasa                                  | 1er                                          | 1/4 finale                                   | -                                            | -                                            |
| 1978-79 | Ekstraklasa                                  | 13e                                          | Finaliste                                    | -                                            | C1, 1/4 de finale                            |
| 1979-80 | Ekstraklasa                                  | 5e                                           | 1/8 finale                                   | -                                            | -                                            |
| 1980-81 | Ekstraklasa                                  | 2e                                           | 1/16 finale                                  | -                                            | -                                            |
| 1981-82 | Ekstraklasa                                  | 8e                                           | 1/4 finale                                   | -                                            | C3, 1er tour                                 |
| 1982-83 | Ekstraklasa                                  | 5e                                           | 1/4 finale                                   | -                                            | -                                            |
| 1983-84 | Ekstraklasa                                  | 11e                                          | Finaliste                                    | -                                            | -                                            |
| 1984-85 | Ekstraklasa                                  | 16e                                          | 1/16 finale                                  | -                                            | C2, 2e tour                                  |
| 1985-86 | I Liga                                       | 2e                                           | 1/16 finale                                  | -                                            | -                                            |
| 1986-87 | I Liga                                       | 4e                                           | 1/2 finale                                   | -                                            | -                                            |
| 1987-88 | I Liga                                       | 2e                                           | 1/32 finale                                  | -                                            | -                                            |
| 1988-89 | Ekstraklasa                                  | 12e                                          | 1/64 finale                                  | -                                            | -                                            |
| 1989-90 | Ekstraklasa                                  | 9e                                           | 1/8 finale                                   | -                                            | Intertoto, Groupes                           |
| 1990-91 | Ekstraklasa                                  | 3e                                           | 1/16 finale                                  | -                                            | -                                            |
| 1991-92 | Ekstraklasa                                  | 7e                                           | 1/16 finale                                  | -                                            | -                                            |
| 1992-93 | Ekstraklasa                                  | 10e                                          | 1/8 finale                                   | -                                            | -                                            |
| 1993-94 | Ekstraklasa                                  | 15e                                          | 1/16 finale                                  | -                                            | -                                            |
| 1994-95 | I Liga                                       | 3e                                           | 1/16 finale                                  | -                                            | -                                            |
| 1995-96 | I Liga                                       | 2e                                           | 1/16 finale                                  | -                                            | -                                            |
| 1996-97 | Ekstraklasa                                  | 12e                                          | 1/8 finale                                   | -                                            | -                                            |
| 1997-98 | Ekstraklasa                                  | 3e                                           | 1/16 finale                                  | -                                            | -                                            |
| 1998-99 | Ekstraklasa                                  | 1er                                          | 1/8 finale                                   | -                                            | C3, 2e tour                                  |
| 1999-00 | Ekstraklasa                                  | 2e                                           | Finaliste                                    | 1/4 finale                                   | -                                            |
| 2000-01 | Ekstraklasa                                  | 1er                                          | 1/16 finale                                  | Vainqueur                                    | C3, 2e tour                                  |
| 2001-02 | Ekstraklasa                                  | 2e                                           | Vainqueur                                    | Finaliste                                    | C3, 2e tour                                  |
| 2002-03 | Ekstraklasa                                  | 1er                                          | Vainqueur                                    | -                                            | C3, 1/8 finale                               |
| 2003-04 | Ekstraklasa                                  | 1er                                          | 1/16 finale                                  | -                                            | C3, 2e tour                                  |
| 2004-05 | Ekstraklasa                                  | 1er                                          | 1/2 finale                                   | -                                            | C3, 1er tour                                 |
| 2005-06 | Ekstraklasa                                  | 2e                                           | 1/8 finale                                   | -                                            | C3, 1er tour                                 |
| 2006-07 | Ekstraklasa                                  | 8e                                           | 1/8 finale                                   | 1/2 finale                                   | C3, Groupes                                  |
| 2007-08 | Ekstraklasa                                  | 1er                                          | Finaliste                                    | 1/2 finale                                   | -                                            |
| 2008-09 | Ekstraklasa                                  | 1er                                          | 1/4 finale                                   | Groupes                                      | C3, 1er tour                                 |